# Râul Valea Stânei, Dâmbovița
Râul Valea Stânei este un curs de apă, afluent al râului Valea Fiașului. 